# Hieronymus Bock
Hieronymus Bock kaldet Tragus (1498-1554) var en tysk botaniker, en af "botanikkens fædre". 
Bock blev 1523 skolelærer i Zweibrücken samt forstander for den fyrstelige have sammesteds; 1532 blev han præst og læge i Hornbach. Da han var protestant, blev han fordrevet fra sin stilling, men fandt tilflugt hos grev Filip af Nassau, indtil han kunde vende tilbage til Hornbach, hvor han efter 16 års lidelser afgik ved døden. 
Han hører til den tid i videnskaben, da denne ved virkelige og
planmæssige iagttagelser var i færd med at arbejde sig ud af den tilstand, i hvilken den
var overleveret fra Aristoteles' og Theofrasts dage. 
Bock er en af forfatterne til de gamle »urtebøger« og har som sådan den væsentlige fortjeneste,
at han ikke fortabte sig i mere eller mindre filosofiske, botaniske spekulationer, som datiden formedelst
sin mangel på virkelig positiv viden dog ikke kunne magte, men søgte ved, så vidt muligt,
nøjagtig beskrivelse af et større eller mindre antal arter at fremme kundskaben om
planterne samt deres medicinske egenskaber. 
Bock har forfattet en New Kreuterbuch von Underscheidt, Würkung und Namen der Kreuter, so in teutschen Landen wachsen (2. udgave, Strassburg 1551), hvori 567 plantearter er beskrevne og afbildede. Da kunsten at helbrede lige fra
oldtiden i høj grad har beskæftiget sig med at udfinde urternes lægende egenskaber, og de
gamle forfattere, som Dioscorides og Plinius, nævner adskillige urter og deres anvendelse, gjorde
»urtebøgernes« forfattere og således ogsaa Bock sig megen umage med at udfinde, hvilke urter
disse oldtidens naturlærde havde ment med de navne, de har opregnet. 
Man antog ganske naivt, at Mellemeuropas vækster måtte
kunne identificeres med dem, om hvilke der var
berettet af de gamle, og til hver arts beskrivelse,
ved hvilken dog blomsten i reglen spiller en
meget underordnet rolle, er der da føjet en
længere litterær udvikling angående denne sag.
Systematisk botanik i den forstand, hvori vi
nu tager dette begreb, findes ikke hos Bock så
lidt som hos andre af det 16. århundredes
urtebogsforfattere; men det fremgår dog af flere steder,
at det naturlige slægtskab på flere punkter
ligesom af sig selv har trængt sig på hos ham; han
har således ganske rigtig opfattet flere
vortemælk-arter som sammenhørende. 
Bock studerede sin videnskab med megen iver; han
botaniserede især i Hundsrück, Eifel, Ardennerne,
Vogeserne, Jura, Rhinlandene og på Alperne i
Schweiz. I botanisk, floristisk henseende har han
fortjeneste af at have opdaget en mængde af
den tyske floras planter (f.eks. sværtevæld,
kæruld, lancetbladet vejbred, springbalsamin,
kabbeleje, soløje, fuglerede, ræve-star o. m.
a.); i udgaven af 1551 af den »Ny Urtebog« er
planterne som oftest meget godt afbildede af
David Kandel fra Strassburg, der rigtignok
kopierede de fleste figurer efter Fuchs (s. d.).